# 野中婉
野中 婉（のなか えん、寛文元年（1661年） - 享保10年12月30日（1726年1月31日））は、江戸時代中期の土佐藩の女医。野中兼山の娘。母は妾の池氏。父の失脚によって、4歳から40代初めまで幽閉生活を送った女性として知られる。

## 人物

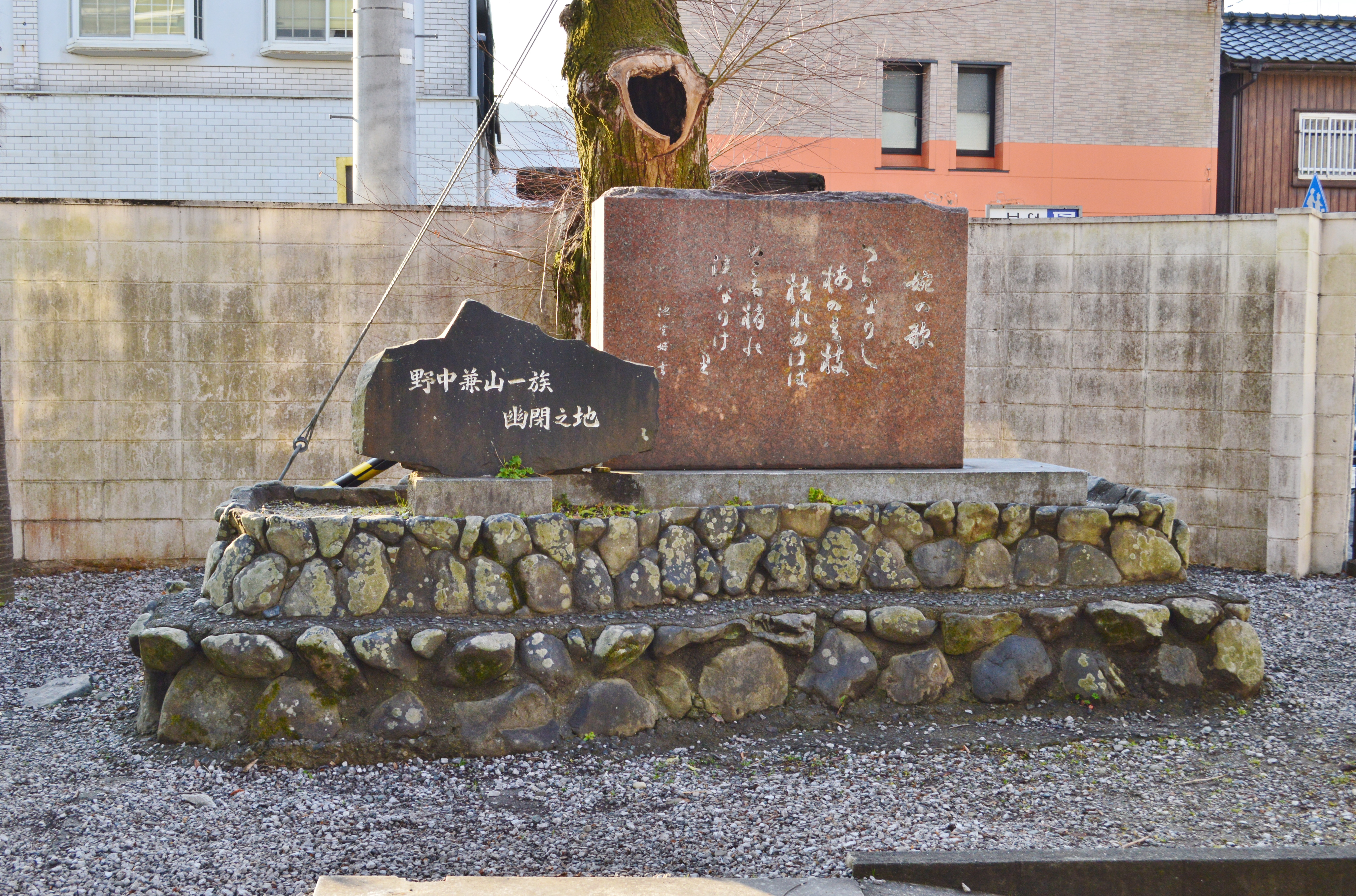
野中兼山一族幽閉之地碑
（高知県宿毛市）

父・兼山の死の翌年である寛文4年（1664年）に、その遺族は罪を着せられ幡多郡宿毛に幽閉される。幽閉は兼山の男系が死に絶えるまで約40年にわたって続いた。幽閉された当時、婉は4歳であったが、兼山の海南学派再興に努めていた谷秦山の支援を受け、文通によって儒学や詩歌、医学の指導を受けた。野中家最後の男子である兼山の四男が自死したため、元禄16年（1703年）に釈放されて土佐郡朝倉に移住し、医師として開業する。名医として知られ、糸を用いて橈骨動脈を診るという特色ある診断法は「おえんさんの糸脈」と称された。後に土佐藩から8人扶持を与えられた。生涯独身を通して、非業の死を遂げた父母や兄弟姉妹の菩提を弔うためのお婉堂（現在の野中神社）を建立した。
幽閉中の婉の支えであった秦山へ宛てた多くの手紙が残されており、それらをもとに大原富枝が小説『婉という女』を書き、のちに脚本化され、さまざまな形で演じられた。1971年には、同名映画が今井正監督、岩下志麻主演で制作された。

## 関連作品
- 大原富枝『婉という女』新版・講談社文芸文庫、2005年